# MNG Airlines
MNG Airlines (Turks: MNG Havayolları) is een Turkse luchtvaartmaatschappij en heeft het hoofdkantoor in Istanboel. Het bedrijf voert vrachtvluchten uit, zowel lijn- als chartervluchten naar het Midden-Oosten, het Verre Oosten, de Verenigde Staten en op enkele Europese luchthavens, waaronder ook in België en Nederland. De thuisvluchthavens zijn het Luchthaven Atatürk International (IST) in Istanbul, Luchthaven Antalya (AYT) en Brussels Airport (BRU).

## Luchtvaartcodes
- IATA code: MB
- ICAO code: MNB
- Callsign: Black Sea

## Geschiedenis
Het bedrijf is opgericht in 1996 en begon haar vluchten op 30 november 1997. Er is gestart met trans-Atlantische vluchten in 1998 met de vlucht Frankfurt naar Toronto, gevolgd door vluchten naar de Verenigde Staten op 8 november 1998. Door het toenemende toerisme in Turkije zijn er in maart 2001 ook passagiersdiensten gestart voor Jetair (een Belgische touroperator) met één Airbus A300 (registratie TC-MNE) voor de lijn Brussel – Antalya. In 2002 werd de vloot uitgebreid met toestellen van het type Boeing 737-400. MNG Airlines vloog vanaf dat ogenblik ook toeristen vanuit meerdere Europese bestemmingen naar de Turkse zon, bijvoorbeeld vanuit Zwitserland, Frankrijk, Nederland en Duitsland.
In 2006 is gestopt met alle passagiersdiensten vanwege het verlies van enkele van hun grootste klanten. MNG gaat wel nog verder met cargovluchten.

## Vloot
De vloot van MNG Airlines bestond op maart 2013 uit volgende toestellen:
- 6 Airbus A300 B4-200F
- 2 Airbus A300-600 C4
- 1 Boeing 737-400 K5
- 1 Airbus A330-200F